# Mychajło Tuhan-Baranowski
Mychajło Tuhan-Baranowski, Mychajło Tugan-Baranowski (ukr. Михайло Туган-Барановський; (ur. 8 stycznia?/20 stycznia 1865 we wsi Sołone w powiecie kupiańskim guberni charkowskiej, zm. 24 stycznia 1919 w pobliżu Odessy) – ukraiński ekonomista, historyk gospodarki, działacz społeczny i polityk. Sekretarz finansów w Generalnym Sekretariacie Ukraińskiej Centralnej Rady, pełniący obowiązki ministra przemysłu i handlu w rządzie Ukraińskiej Republiki Ludowej. Jeden z twórców Ukraińskiej Akademii Nauk.

## Życiorys
Urodził się w rodzinie ziemiańskiej, ze strony ojca wywodzącej się z Lipków (oryginalne nazwisko Tuhan-Mirza-Baranowski). W 1884 rozpoczął studia na Wydziale Fizyczno-Matematycznym i Prawno-Ekonomicznym Uniwersytetu Charkowskiego, które ukończył eksternistycznie w 1888. Studia uzupełnił stażem w Anglii w 1892. Od 1893 pracował w departamencie handlu i rzemiosła Ministerstwa Finansów Imperium Rosyjskiego. Obronił pracę magisterską i doktorską na Uniwersytecie Moskiewskim. Wykładał ekonomię w szkołach wyższych Sankt-Petersburga i Moskwy.
W 1901 za udział w demonstracji studenckiej zesłany do guberni połtawskiej. Współpracował tam z liberalnym ruchem w ziemstwach, poprzedzającym rewolucję 1905 roku. Po wybuchu rewolucji powrócił do Sankt-Petersburga, został privatdozentem Uniwersytetu Petersburskiego, gdzie wykładał historię myśli ekonomicznej i był promotorem pracy dyplomowej Michaiła Sieriebriakowa. Jednocześnie był profesorem Wydziału Ekonomicznego Instytutu Politechnicznego i Instytutu Handlowego w Sankt-Petersburgu i prywatnego uniwersytetu Szaniawskiego w Moskwie (katedra spółdzielczości). Został członkiem partii kadetów. Związany z Towarzystwem Ukraińskich Postępowców. Od 1906 był redaktorem naczelnym pisma Вестник кооперации, redagował serię wydawniczą Новые идеи в економике.
Po rewolucji lutowej i obaleniu caratu powrócił latem 1917 na Ukrainę. Był współzałożycielem Ukraińskiej Partii Socjalistów-Federalistów i współautorem jej programu. Od września do grudnia 1917 był generalnym sekretarzem (ministrem) finansów Ukraińskiej Centralnej Rady, od października 1917 p.o. sekretarza przemysłu i handlu Ukraińskiej Republiki Ludowej.
Przewodniczył na zjeździe założycielskim Centralnego Ukraińskiego Komitetu Spółdzielczego (1-3 września 1918), październiku 1918 został przewodniczącym jego organu kierowniczego - Rady.
W latach 1917–1918 profesor Uniwersytetu Kijowskiego, jeden z organizatorów i dziekan Wydziału Prawa Uniwersytetu. W lipcu-wrześniu 1918 pracował w komisji dla opracowania projektu powołania Ukraińskiej Akademii Nauk. Założyciel i dyrektor instytutu badania koniunktury i gospodarstwa narodowego Ukraińskiej Akademii Nauk. Od 22 listopada 1918 członek rzeczywisty Akademii, na początku 1919 został przewodniczącym jej wydziału ekonomiczno-społecznego. W okresie Dyrektoriatu wszedł do specjalnej komisji dla przeprowadzenia reformy walutowej. W styczniu 1919 mianowany radcą do spraw gospodarczych delegacji Ukraińskiej Republiki Ludowej na paryską konferencję pokojową.
Zmarł nagle na atak serca w pociągu, którym udawał się do Paryża, na stacji Zatyszok w pobliżu Odessy. Pochowany w Odessie.

## Zainteresowania naukowe i poglądy
Zajmował się teorią koniunktury, cyklami gospodarczymi, pieniądzem i spółdzielczością. Przedstawiciel tzw. legalnego marksizmu. Stworzył własną koncepcję kryzysów gospodarczych – za ich główną przyczynę uznawał dysproporcje między różnymi działami produkcji. Był autorem prac o historii rosyjskiego przemysłu (Русская фабрика в прошлом и настоящем. Историко-экономическое исследование 1898); wykazywał konieczność rozwoju kapitalizmu w Rosji, opierając się o Karola Marksa. Zmodyfikował teorię wartości Marksa, uzupełniając ją teorią użyteczności krańcowej, polemizował z prawem zniżkowej stopy zysku przeciętnego i marksowską teorią płacy roboczej (Теоретические основы марксизма 1905).
Po 1905 odszedł od ekonomii marksowskiej, odrzucił koncepcję walki klasowej, podkreślał znaczenie czynników moralnych i psychologicznych w stosunkach społecznych, zajął się problematyką reformy rolnej i spółdzielczości (О кооперативном идеале 1918). Jego prace z teorii kryzysów (Промышленные кризисы в современной Англии, их причины и влияние на народную жизнь 1894) inspirowały m.in. Wernera Sombarta, Gustava Cassela, Johna Maynarda Keynesa i Michała Kaleckiego.
Autor ponad 200 prac naukowych.